# Daniel Pellus
Daniel Pellus, né le 22 décembre 1922 à Reims et mort le 6 août 2009 dans la même ville, est un journaliste et historien français, chef des informations au journal L'Union jusqu'en 1983. Il repose au cimetière de Villedommange.
« Né à Reims, fils d’un sculpteur qui a travaillé pendant 20 ans à la restauration de la cathédrale, Daniel Pellus a fait toute sa carrière de journaliste à L’Union. Il a effectué pendant ses 37 ans de journalisme, de 1947 à 1983, de nombreux reportages à l’étranger, de grandes enquêtes historiques sur des sujets régionaux, etc. Il a reçu en 1957 le prix François-Jean Armorin décerné au meilleur reportage paru dans la presse de province. Quand il a quitté L’Union, il n’a pas mis pour autant son stylo au rancart. Il a entamé une carrière d’écrivain... »

## Publications
- Quand Reims bâtissait sa cathédrale, Matot-Braine, 1962
- Reims, ses rues, ses places, ses monuments, Horvath, 1983
- 1944 : la libération de Reims, Matot-Braine, 1984
- Reims, son histoire illustrée 1900-1939, Horvath, 1984
- 1945 : l'Allemagne capitule à Reims, Matot-Braine, 1985
- La Marne dans la guerre, Horvath, 1987
- La Révolution dans le département de la Marne, Horvath, 1988
- Les Gaietés du tribunal, Matot-Braine, 1990
- Femmes célèbres de Champagne, Martelle, 1992
- Les Procès scandaleux en Champagne, Martelle, 1995
- Clovis, réalités et légendes, Martelle, 1996
- Villedommange, haut lieu de la Champagne, Fradet, 2000
- Reims 1900-2000 - Un siècle d'événements, Fradet, 2001
- Reims 1800-1900 - Un siècle d'événements, Fradet, 2003
- Reims 1600-1800 - Deux siècles d'événements, Fradet, 2005
- Reims 1000-1600 - Six siècles d'événements, Fradet, 2007